# SN 2009ee
SN 2009ee – supernowa typu Ia odkryta 9 maja 2009 roku w galaktyce IC2738. W momencie odkrycia miała maksymalną jasność 17,50m.